# Kajak in kanu na Poletnih olimpijskih igrah 2016
Kajak in kanu na Poletnih olimpijskih igrah 2016. Tekmovanja so potekala v enajstih disciplinah za moške in petih ženske.

## Sodelujoče države
V oklepaju je zapisano število športnikov.
- Argentina (10)
- Avstralija (18)
- Avstrija (2)
- Azerbajdžan (4)
- Belorusija (12)
- Belgija (1)
- Brazilija (10)
- Bolgarija (2)
- Kanada (9)
- Kitajska (10)
- Cookovi otoki (2)
- Kuba (6)
- Češka (12)
- Danska (5)
- Ekvador (1)
- Egipt (2)
- Francija (15)
- Gruzija (1)
- Nemčija (16)
- Združeno kraljestvo (11)
- Madžarska (18)
- Italija (4)
- Japonska (5)
- Kazahstan (13)
- Latvija (2)
- Libanon (1)
- Litva (6)
- Moldavija (1)
- Maroko (1)
- Mehika (1)
- Mozambik (2)
- Nova Zelandija (9)
- Nigerija (1)
- Palav (1)
- Poljska (15)
- Portugalska (7)
- Romunija (8)
- Rusija (19)
- Samoa (1)
- Sveti Tomaž in Princ (1)
- Senegal (3)
- Srbija (10)
- Slovaška (12)
- Slovenija (6)
- Južna Afrika (1)
- Južna Koreja (2)
- Španija (11)
- Švedska (5)
- Tunizija (3)
- Turčija (1)
- Ukrajina (9)
- ZDA (6)
- Uzbekistan (4)

## Rezultati

### Slalom
| Event      | Zlato                                       | Srebro                                                  | Bron                                        |
| Moški C-1  | Denis Gargaud Chanut                        | Matej Beňuš                                             | Takuya Haneda                               |
| Moški C-2  | Slovaška · Ladislav Škantár · Peter Škantár | Združeno kraljestvo · David Florence · Richard Hounslow | Francija · Gauthier Klauss · Matthieu Péché |
| Moški K-1  | Joseph Clarke                               | Peter Kauzer                                            | Jiří Prskavec                               |
| Ženske K-1 | Maialen Chourraut                           | Luuka Jones                                             | Jessica Fox                                 |

### Sprint
Moški
| Event            | Zlato                                                               | Srebro                                                         | Bron                                                            |
| Moški C-1 200 m  | Yuriy Cheban                                                        | Valentin Demyanenko                                            | Isaquias Queiroz                                                |
| Moški C-1 1000 m | Sebastian Brendel                                                   | Isaquias Queiroz                                               | Serghei Tarnovschi                                              |
| Moški C-2 1000 m | Sebastian Brendel Jan Vandrey                                       | Erlon Silva Isaquias Queiroz                                   | Dmytro Ianchuk Taras Mishchuk                                   |
| Moški K-1 200 m  | Liam Heath                                                          | Maxime Beaumont                                                | Saúl Craviotto Ronald Rauhe                                     |
| Moški K-1 1000 m | Marcus Walz                                                         | Josef Dostál                                                   | Roman Anoshkin                                                  |
| Moški K-2 200 m  | Saúl Craviotto Cristian Toro                                        | Liam Heath Jon Schofield                                       | Aurimas Lankas Edvinas Ramanauskas                              |
| Moški K-2 1000 m | Max Rendschmidt Marcus Gross                                        | Marko Tomićević Milenko Zorić                                  | Ken Wallace Lachlan Tame                                        |
| Moški K-4 1000 m | Nemčija · Max Rendschmidt · Tom Liebscher · Max Hoff · Marcus Gross | Slovaška · Denis Myšák · Erik Vlček · Juraj Tarr · Tibor Linka | Češka · Daniel Havel · Lukáš Trefil · Josef Dostál · Jan Štěrba |

Ženske
| Event            | Zlato                                                                          | Srebro                                                                         | Bron                                                                                      |
| Ženske K-1 200 m | Lisa Carrington                                                                | Marta Walczykiewicz                                                            | Inna Osypenko-Radomska                                                                    |
| Ženske K-1 500 m | Danuta Kozák                                                                   | Emma Jørgensen                                                                 | Lisa Carrington                                                                           |
| Ženske K-2 500 m | Gabriella Szabó Danuta Kozák                                                   | Franziska Weber Tina Dietze                                                    | Beata Mikołajczyk Karolina Naja                                                           |
| Ženske K-4 500 m | Madžarska · Gabriella Szabó · Danuta Kozák · Tamara Csipes · Krisztina Fazekas | Nemčija · Sabrina Hering · Franziska Weber · Steffi Kriegerstein · Tina Dietze | Belorusija · Marharyta Makhneva · Nadzeya Liapeshka · Volha Khudzenka · Maryna Litvinchuk |